# Sallertaine
Sallertaine – miejscowość i gmina we Francji, w regionie Kraj Loary, w departamencie Wandea.
Według danych na rok 1990 gminę zamieszkiwało 2 245 osób, a gęstość zaludnienia wynosiła 45 osób/km² (wśród 1504 gmin Kraju Loary Sallertaine plasuje się na 257. miejscu pod względem liczby ludności, natomiast pod względem powierzchni na miejscu 73.).